# Мікушево
Мікушево (пол. Mikuszewo, нім. Meinitz) — село в Польщі, у гміні Мілослав Вжесінського повіту Великопольського воєводства.
Населення — 314 осіб (2011).
У 1975-1998 роках село належало до Познанського воєводства.

## Демографія
Демографічна структура станом на 31 березня 2011 року:
|          | Загалом | Допрацездатний вік | Працездатний вік | Постпрацездатний вік |
| -------- | ------- | ------------------ | ---------------- | -------------------- |
| Чоловіки | 145     | 33                 | 103              | 9                    |
| Жінки    | 169     | 35                 | 103              | 31                   |
| Разом    | 314     | 68                 | 206              | 40                   |